# Renault Spider
Renault Sport Spider (рус. Рено Спорт Спайдер) — родстер французского автопроизводителя Renault Sport (дочерняя компания Renault). Выпускался с 1996 по 1999 год.

## Проект
Идея создания Renault Spider возникла в начале 1990-х. После окончания трудного периода для компании, наступившего во второй половине 1980-х, Рено требовался автомобиль, способствующий спортивному имиджу (как десятилетием ранее это делал Renault 5 Turbo). Производство началось в 1996 году на заводе Alpine в Дьепе.